# Buzaa
Buzaa (àrab: بزاعة, Buzāʿa o Bizāʿa) és una vila de Síria a una 40 km a l'est d'Alep, a la comarca del uadi Butnan, vall del Nahr al-Dhahab. Fou molt pròspera antigament però després, en temps dels mamelucs, una dependència a l'oest, Bab al-Buzaa, la va sobrepassar (moderna vila de Bab o al-Bab, vegeu Butnan).
Buzaa tenia una ciutadella, i nombrosos jardins i cridava l'atenció com escala en la ruta d'Alep a Mandjib. Els croats van assolar el seu territori diverses vegades al segle xii i la van ocupar fins i tot el 1138 però la van abandonar el mateix any davant el contraatac de Imad ad-Din Zengi. Ismail, fill de Nur al-Din, és esmentat en una inscripció a la ciutat datada el 1171. El 1174 hi va haver una gran matança d'ismaïlites que sembla que en aquest temps dominaven la zona. El 1175 va passar a Saladí i als aiubites fins al 1259 quan va caure en mans dels mongols i després dels mamelucs, quan fou capital del districte XXIV d'Alep.